# Moi Gómez
Moi Gómez (Rojales, 1994. június 23. –) spanyol korosztályos válogatott labdarúgó, az Osasuna csatárja.

## Pályafutása

### Klubcsapatokban
Gómez a spanyolországi Rojales községben született. Az ifjúsági pályafutását az Alicante csapatában kezdte, majd a Villarreal akadémiájánál folytatta.
2011-ben mutatkozott be a Villarreal első osztályban szereplő felnőtt keretében. A 2015–16-os szezonban a Getafe csapatát erősítette kölcsönben. 2016-ban a Sporting Gijón szerződtette. 2018 és 2019 között a Huescánál szerepelt kölcsönben. 2019-ben visszatért a Villarrealhoz. 2022. július 28-án ötéves szerződést kötött az Osasuna együttesével. Először a 2022. augusztus 12-ei, Sevilla ellen 2–1-re megnyert mérkőzésen lépett pályára. Első gólját 2022. október 30-án, a Valladolid ellen hazai pályán 2–0-ás győzelemmel zárult találkozón szerezte meg.

### A válogatottban
Gómez az U16-ostól az U21-esig szinte minden korosztályos válogatottban képviselte Spanyolországot.

## Statisztikák
2023. április 28. szerint
| Klub                | Szezon   | Osztály          | Bajnokság | Bajnokság | Kupa és Ligakupa | Kupa és Ligakupa | Nemzetközi | Nemzetközi | Összesen | Összesen |
| Klub                | Szezon   | Osztály          | Meccs     | Gól       | Meccs            | Gól              | Meccs      | Gól        | Meccs    | Gól      |
| ------------------- | -------- | ---------------- | --------- | --------- | ---------------- | ---------------- | ---------- | ---------- | -------- | -------- |
| Villarreal          | 2011–12  | La Liga          | 2         | 0         | 0                | 0                | —          | —          | 2        | 0        |
| Villarreal          | 2012–13  | La Liga          | 10        | 1         | 0                | 0                | —          | —          | 10       | 1        |
| Villarreal          | 2013–14  | La Liga          | 19        | 2         | 4                | 0                | —          | —          | 23       | 2        |
| Villarreal          | 2014–15  | La Liga          | 31        | 4         | 7                | 0                | 6          | 0          | 44       | 4        |
| Villarreal          | Összesen | Összesen         | 62        | 7         | 11               | 0                | 6          | 0          | 79       | 7        |
| Getafe (kölcsönben) | 2015–16  | La Liga          | 22        | 2         | 2                | 0                | —          | —          | 24       | 2        |
| Sporting Gijón      | 2016–17  | La Liga          | 26        | 2         | 0                | 0                | —          | —          | 26       | 2        |
| Sporting Gijón      | 2017–18  | Segunda División | 21        | 1         | 2                | 0                | —          | —          | 23       | 1        |
| Sporting Gijón      | Összesen | Összesen         | 47        | 3         | 2                | 0                | 0          | 0          | 49       | 3        |
| Huesca (kölcsönben) | 2017–18  | Segunda División | 17        | 1         | 0                | 0                | —          | —          | 17       | 1        |
| Huesca (kölcsönben) | 2018–19  | La Liga          | 36        | 2         | 0                | 0                | —          | —          | 36       | 2        |
| Huesca (kölcsönben) | Összesen | Összesen         | 53        | 3         | 0                | 0                | 0          | 0          | 53       | 3        |
| Villarreal          | 2019–20  | La Liga          | 37        | 5         | 4                | 0                | —          | —          | 41       | 5        |
| Villarreal          | 2020–21  | La Liga          | 35        | 4         | 3                | 0                | 11         | 0          | 49       | 4        |
| Villarreal          | 2021–22  | La Liga          | 29        | 2         | 2                | 1                | 7          | 0          | 38       | 3        |
| Villarreal          | Összesen | Összesen         | 101       | 11        | 9                | 1                | 18         | 0          | 128      | 12       |
| Osasuna             | 2022–23  | La Liga          | 31        | 2         | 4                | 0                | —          | —          | 35       | 2        |
| Összesen            | Összesen | Összesen         | 316       | 28        | 28               | 1                | 24         | 0          | 368      | 29       |

## Sikerei, díjai
Villarreal
- Európa-liga
  - Győztes (1): 2020–21

- UEFA-szuperkupa
  - Döntős (1): 2021